# ليلة في الخارج (فلم 1915)
ليلة في الخارج (بالإنجليزية: A Night Out)، يعرف أيضا بأسم (تشارلي يفجر)، وهو فيلم كوميدي أمريكي صامت من عام 1915 بطولة تشارلي تشابلن تم إنتاجه في استوديوهات إساناي، وهو أول فيلم مع الممثلة إدنا بيرفيانس التي استمرت كممثلة رئيسية مع تشابلن لثمانية سنوات تالية.

## القصة
فيلم كوميدي قصير من إنتاج عام 1915 من إنتاج تشارلي شابلن. كان هذا هو أول فيلم لـ «تشابلن» مع إدنا بورفيانس، التي ستستمر كسيدة رائدة له على مدار السنوات الثماني التالية.

## طاقم التمثيل
- تشارلي تشابلن - سكير
- بن توربين - زميل سكير
- بود جاميسون - رئيس الخدم
- إدنا بورفيانس - زوجة رئيس الخدم
- ليو وايت - داندي 'الفرنسية' / الكاتبة

## وصلات خارجية
- ليلة في الخارج على موقع IMDb (الإنجليزية)
- ليلة في الخارج على موقع أول موفي (الإنجليزية)
- ليلة في الخارج على موقع فيلمافينيتي (الإسبانية)
- ليلة في الخارج على موقع قاعدة بيانات الأفلام السويدية (السويدية)
- ليلة في الخارج على موقع قاعدة بيانات الفيلم (الإنجليزية)
- ليلة في الخارج على موقع ليتربوكسد (الإنجليزية)
- ليلة في الخارج على موقع كينوبويسك (الروسية)
- ليلة في الخارج متوفر للتحميل المجاني على أرشيف الإنترنت